# چارلی توس
چارلی توس (انگلیسی: Charlie Birch؛ زادهٔ ۲۳ اکتبر ۲۰۰۱) بازیکن فوتبال است.
از باشگاه‌هایی که در آن بازی کرده‌است می‌توان به باشگاه فوتبال کارلایل یونایتد اشاره کرد.